# NGC 4427
NGC 4427 é uma estrela dupla na direção da constelação de Coma Berenices. O objeto foi descoberto pelo astrônomo Guillaume Bigourdan em 1886, usando um telescópio refrator com abertura de 12 polegadas. 